# PES
PES（ペス、1976年12月27日 - ）は、東京都出身。独身。FUNKY GRAMMAR UNITの一員。別名PESSY（ペスィー）、PSY（ピーエスワイ）。下の本名は昌嗣（まさつぐ）である。RIP SLYMEでの活動のほかに、MELLOW YELLOWのKINらと共にブランドOptimystikを立ち上げたが、2011年に離れている。2017年9月RIP SLYMEを脱退したが、2025年4月4日より活動を再開。

## 来歴
生まれてまもなく両親は離婚。父親とは一度も会っておらず、再婚しているかも腹違いの兄弟姉妹がいるかもわからないという。一人っ子。母親が自営業をしており、小学生時代には何回もの転校を繰り返していた。自称「小卒」。転校が多く、母親が忙しいためホテル住まいの時期もあった。
中学1年生のとき母親の知り合いにギタリストがいたためギターをよく弾くようになりバンドなども組む。中学2年生からは一人暮らしをしていた。中学3年生からはサーフィンに夢中になり、サーファーを目指すが断念する。その後、ジャパンインターナショナルスクールでILMARIに出会いRIP SLYMEを結成。
PESという名前は結成以前にRYO-Zがとんかつを食べながら命名したと話している。またSUとともにMEP SLOWNという名義で曲をリリースしたことがある。
2012年に、PES from RIP SLYME名義でソロデビューを果たす。ドラマ『リーガルハイ』の主題歌に使われた。
2013年1月6日に一般人の女性と結婚したことを発表したが2023年に離婚したことを非公式に発言している。
2018年にRIP SLYMEが活動休止を発表した後、Twitterでグループ脱退を示唆する発言を残している。
2021年秋、2017年9月にRIP SLYMEを脱退していたことを公表。
2024年2月6日、ILMARIと元メンバーのPESがそれぞれインスタグラムに写真を投稿。約1年前より2人を中心に数回にわたって話し合いをしていたことを公表。同年、本格的にPESとしての活動を再開。
2025年4月4日よりメジャーデビュー25周年の記念日である、2026年3月22日まで再加入して再び五人体制で活動を再開した。2026年3月22日以降は活動休止予定。

## 人物
- 独特でインパクトのある高音ボイスが特徴。
- 2匹のチワワ（ジョルジオとジョアンナ）とインコ（クック）を飼っていたがいずれも亡くなり現在は植物が趣味。ジョルジオは楽園ベイベーのPVに出演している。
- 体のいたる所に刺青がある。
- 絵が得意でPCを使って絵を描いている。
- 幼少期よりサーフィンをしていてBlue.という雑誌で10年以上連載を続けている。
- 爪に黒のマニキュアを塗っていたこともある。
- RHYMESTERのMummy-Dは「現在、メロディがついてる感じのラップがチャートでは主流になっているが、その大元はリップスライムのPESで間違いない」「誰もやっていなかった歌っぽくフローすることを始めたのは完全にPES」「PESはアレステッド・ディベロップメントのスピーチに相当影響されていると思う」と分析している。
- RIP SLYME離脱後にソロでライブに出演する際、「楽園ベイベー」「One」など一部楽曲の自らのパート、サビを歌うことはある。
- ソロのライブではキーボードやギターを弾きながらラップをするなど他にはない多才さを見せる。
- 作詞作曲アレンジや演奏まで幅広くこなすが特にプロデュースを手掛けることが多く匿名での作品も多数あると話している。

## ディスコグラフィー

### 配信限定シングル
| 発売日        | タイトル          | レーベル                         |
| ------------- | ----------------- | -------------------------------- |
| 2012年8月22日 | 素敵なこと        | TANABE AGENCY/WARNER MUSIC JAPAN |
| 2018年3月14日 | IMA / Charlie&PES | HOLON SOUNDS                     |
| 2022年7月22日 | Chillin'          | HOLON SOUNDS                     |

### 参加楽曲
- 天邪鬼 / ROCK TEE feat. KIN, PESSY
  - オムニバス『THE BEST OF JAPANESE HIP HOP vol.5』収録
- エピローグ / MEP SLOWN
  - オムニバス『THE BEST OF JAPANESE HIP HOP vol.6』収録
- WORD CUP '96 feat. ROCK-TEE/CRAZY-A/MC仁義/KENSEI/GAKU/SHIRO/KIN/PESSY PES/RADICAL FREAKS/BY PHAR THE DOPEST
  - DOHZI-T & DJ BASS『蜃気楼』収録
- Two of us "rub delight mix"
  - 浜崎あゆみ『ayu-mi-x』収録
- 野生の証明 (PES REMIX)
  - RHYMESTER『リスペクト改』収録
- MORE FUN? (DJ FUMIYA UP ROCK FUNK MIX)
  - PENPALS『MORE FUN?～FTR250』収録
- 亜流 feat. PES（2001年11月30日）
  - MELLOW YELLOW『CRAZY CLIMBER』収録
- OH!TENGO SUERTE (1976 mix:PES from RIP SLYME & DJ NON) (2001年12月19日)
  - 高中正義『REMIX LAGOON~高中正義REMIXES~』収録
- A Song feat. PES & SU from RIP SLYME（2005年5月18日）
  - breakthrough『BREAKTHROUGH』収録
- ウィークエンド・シャッフル feat. MCU, RYO-Z, KREVA, CUEZERO, CHANNEL, KOHEI JAPAN, SU, LITTLE, ILMARI, GAKU-MC, SONOMI, PES, KIN, 童子-T（2006年3月6日）
  - RHYMESTER『HEAT ISLAND』収録
- white sonata no.8 featuring PES
  - SBK『RETURNS』収録
- The Light feat. Kj from Dragon Ash, 森山直太朗, PES from RIP SLYME(2009年1月28日)
  - Miss Monday『Love & The Light (w/a white lie)』収録
- Steppin' Out feat. K.I.N (MELLOW YELLOW) & PES (RIP SLYME) (2009年4月25日)
  - 瘋癲『FREE』収録
- セイルアウェイ / YA-KYIM respects PES(RIP SLYME) (2009年8月19日)
  - YA-KYIM『HAPPY!ENJOY!FRESH!』収録
- BEAT SURF feat. PES, VERBAL (2010年6月16日)
  - Dragon Ash『AMBITIOUS』収録
- Last Vacation feat. RYO-Z,PES (from RIP SLYME) & JUJU (2010年7月21日)
  - DJ HASEBE『SOMETHING WONDERFUL』収録
- 春のせい
  - RADIO BLOSSOMS 2011年ACCESSキャンペーンソング
- FOCUS feat. PES (2011年3月11日)
  - K.I.N 『IVORY TOWER』収録
- Mirror Ball / PES from RIP SLYME × Shun ＆ Jose from TOTALFAT (2013年5月22日)
  - ALLY & DIAZ『ALLY & DIAZ II』収録
- In My Life (Remix) feat. PES (2013年6月5日)
  - SALU『In My Life』収録
- poolside feat. PES (RIP SLYME)(2014年10月2日)
  - tofubeats『First Album』収録
- TSUBASA ～はばたいて～ feat. PES (RIP SLYME)、DAG FORCE & RAM HEAD(2015年7月22日)
  - 下拓『＃シモタクナウ』収録
- My Pace 遊turing PES,マイコ(2016年4月27日)
  - 遊助『あの・・こっからが楽しんですケド。』収録
- 胸騒ぎアンセム feat. PES (RIP SLYME)(2016年8月3日)
  - YALLA FAMILY『FEEL』収録
- FUN IN THE SUN feat. PES（RIP SLYME）(2016年8月10日) （配信限定）
  - Scott & Rivers『FUN IN THE SUN feat. PES（RIP SLYME）』収録
- SOON feat. PES（RIP SLYME）,後関好宏（在日ファンク）(2016年9月7日)
  - HAPPFAT 『HI CHEESE』収録
- Notion feat. 唾奇, PES & MUD(2016年10月10日) （配信限定）
  - FUKI『TWO the PARADISE feat. PES (RIP SLYME) 』収録
- TWO the PARADISE feat. PES (RIP SLYME)(2017年6月28日)（配信限定）
  - Neetz『Notion feat. 唾奇, PES & MUD』収録
- サーファーガール feat. PES(2018年7月11日)
  - OLD NICK aka DJ HASEBE『natsuco』収録
- Summer Vacation feat. PES, Ymagik(2020年7月29日)（配信限定）
  - KEN THE 390『Summer Vacation feat. PES, Ymagik』収録
- 湾岸で会いましょう feat. PES(2021年2月10日)
  - Awesome City Club『Grower』収録
- オールディーズ(2021年6月23日)（配信限定）
  - Have a Nice Day!, PES, PORIN (Awesome City Club)『オールディーズ』収録
- Voyager (feat. PES, Yo-Sea)(2021年7月14日)（配信限定）
  - SONPUB『Voyager (feat. PES, Yo-Sea)』収録
- えがお! feat. PES(2021年8月30日)（配信限定）
  - s**t kingz『えがお! feat. PES』収録
- my peaches feat.PES(2021年9月1日)（配信限定）
  - V.A.『25 – A Tribute To Dragon Ash -』収録
- Viva la revolution(2023年2月22日)
  - INNOSENT in FORMAL『my peaches feat.PES』収録
- REACH feat. PES(2024年8月15日)（配信限定）
  - カメレオン・ライム・ウーピーパイ『REACH feat. PES』収録
- FLASH BANG(2024年11月5日)（配信限定）
  - Mori Calliope × PES『FLASH BANG』収録
- ハナフブキ～宴もたけなわ～ feat. PES(2025年3月26日)（配信限定）
  - FLYING KIDS『ハナフブキ～宴もたけなわ～ feat. PES』収録

## PV
RIP SLYMEのPV出演は除く
- Dragon Ash「Amploud」
- 瘋癲「Steppin' Out feat. K.I.N (MELLOW YELLOW) & PES (RIP SLYME)」
- PENPALS　「MORE FUN?」

## ミュージックビデオ
| 監督                          | 曲名                                         |
| 田辺秀伸                      | 「女神のKISS」                               |
| サンプラスデザインとモリ○カツ | 「シーサイドラバーズ」「真夜中のレインボー」 |

## 主なライブ

### ワンマンライブ・主催イベント
| 開催日                   | タイトル     | 備考 |
| ------------------------ | ------------ | ---- |
| 2012年11月14日〜11月17日 | 素敵なライブ |      |